# هند بن ساري
هند بن ساري (من مواليد 1987)، هي مُخرجة مغربية. أخرجت هند العديد من الأفلام التي لاقت استحسان النقاد أبرزُها فيلما «475: كسر حاجز الصمت» و«يمكننا أن نصبح أبطالا».

## طفولتُها ومسارها التعليمي
وُلدت هند بن ساري سنة 1987 في مدينة الدار البيضاء في المغرب. انتقلت بعدها في سن مبكرة للعيش في لندن. حصلت هند على بكالوريوس في الاقتصاد ودراسات الشرق الأوسط من جامعة إدنبرة الاسكتلندية، كما حصلت أيضا على شهادة في الاقتصاد السياسي الدولي من كلية لندن للاقتصاد والعلوم السياسية.

## مسارها
في عام 2014، عادت هند إلى المغرب بغرض إخراج أول فيلم وثائقي لقصير لها حمل عُنوان 475: كسر حاجز الصمت. حاز الفيلم على إشادة النقاد من صحيفة نيويورك تايمز وقناة إيه آر دي الألمانية. بُث الفيلم على قناة القناة الثانية في المغرب وأيضا في دُول أُخرى هي الدنمارك والبرتغال وكندا وبيع الفيلم لأكثر من 20 قناة عالمية. هند هي أيضًا مُتحدثة في مُؤتمرات تيد إكس
في 2 مايو 2018، أصدرت فيلم يمكننا أن نصبح أبطالا، وقد عُرض هذا الأخير لأول مرة في دورة سنة 2018 من مهرجان هوت دوكس في تورونتو. يُتابع الفيلم قصة صديقين مُعاقين، عز الدين ويوسف، واللذين يحلمان بالهروب من السجن والمُنافسة في دورة الألعاب البارالمبية في ريو دي جانيرو. حاز الفيلم على جائزة لجنة التحكيم في مهرجان هوت دوكس الكندي الدولي للأفلام الوثائقية. كما حصل الفيلم على جائزة «أفضل فيلم وثائقي دولي» في مهرجان تورنتو السينمائي الدولي، لتُصبح هند أول مخرجة من أفريقيا تحصل على الجائزة. وقد فاز الفيلم أيضا بالجائزة الكبرى في مهرجان طنجة السينمائي الوطني.

## أفلامها
| عام  | فيلم                  | الدور | النوع            | المرجع. |
| ---- | --------------------- | ----- | ---------------- | ------- |
| 2014 | 475: كسر حاجز الصمت   | مُخرجة | فيلم وثائقي قصير | [ 7 ]   |
| 2018 | يمكننا أن نصبح أبطالا | مُخرجة | فيلم وثائقي      | [ 8 ]   |

## حياتها الخاصة
هند مُتزوجة من رجل أعمال دنماركي وتعيش حاليًا في الدنمارك.

## روابط خارجية
هند بن ساري على موقع IMDb (الإنجليزية)
- هند بن ساري على موقع ألو سيني (الفرنسية)